# Li Jie
Li Jie (Chengdu, 6 maart 1984) is een Nederlandse tafeltennister van Chinese afkomst. (Li is haar familienaam, Jie (spreek uit Sjè) haar roepnaam.) Li Jie bereikte in februari 2018 haar hoogste positie op de ITTF-wereldranglijst, toen ze op de 10e plaats stond.

## Loopbaan
In 2000 kwam Li Jie in Nederland spelen voor NAK/Den Helder. Momenteel speelt ze voor het Spaanse Cartagena. Ze vertegenwoordigde Nederland op de Olympische Spelen van 2008 in Peking, waar zij in het enkeltoernooi in de achtste finale werd uitgeschakeld.
Li Jie bereikte in 2009 de finale van de Europa Top-12, waarin Li Qian haar met 4-1 tot het zilver veroordeelde. Diezelfde Li Qian trof ze opnieuw in april 2009, maar dan met haar club Cartagena in de finale van de ETTU Cup. Hoewel de Chinees-Poolse twee partijen won voor haar club KTS Tarnobrzeg, werden Li Jie en Cartagena met 3-2 de eerste Spaanse winnaars van de ETTU Cup sinds deze in het leven geroepen werd.
In 2012 bereikte Li Jie opnieuw de finale van de Europa Top-12. Dit keer was de Duitse Wu Jiaduo te sterk met 4-3.
In 2017 won Li Jie de finale van de Europa Top-16 (voorheen Top-12) door te winnen van de Duitse Petrissa Solja.
Februari 2018 bereikte Li Jie opnieuw de finale van de Top-16 echter nu was de Roemeense Bernadette Szocs te sterk.

## Hoogtepunten
- Winnares Europa Top-16 2017, zilver in 2018.
- Brons WK 2015, dubbelspel samen met de Poolse Li Qian.
- Winnares EK landenteams 2011 (met Jelena Timina, Li Jiao, Creemers en Britt Eerland)
- Winnares EK landenteams 2010 (met Jelena Timina, Li Jiao en Linda Creemers)
- Winnares EK landenteams 2009 (samen met Jelena Timina en Li Jiao)
- Winnares EK landenteams 2008 (namens Nederland, samen met Jelena Timina en Li Jiao)
- Winnares Europa Top-12 2017, zilver 2009 en 2012, brons in 2010 en 2011
- 7e WK landenteams (2008)
- Brons Pro Tour Chili enkelspel 2008
- Winnares Pro Tour Slovenië dubbelspel 2008
- Brons Pro Tour Grand Finals dubbelspel 2010
- Winnares ETTU Cup 2009 met Cartagena
- NK tafeltennis:
  - Nederlands kampioen enkelspel: 2015, 2017
  - Nederlandse kampioen dubbelspel: 2006-2008 en 2010 (allen met Jelena Timina), 2011 (met Li Jiao)